# 1950-es labdarúgó-világbajnokság (1. csoport)
Az 1950-es labdarúgó-világbajnokság 1. csoportjának mérkőzéseit június 24. és július 2. között játszották. A csoportban a házigazda Brazília, Jugoszlávia, Svájc és Mexikó szerepelt.
A csoportból Brazília jutott tovább a döntő csoportkörbe. A mérkőzéseken összesen 21 gól esett.

## Végeredmény
| Csapat      | M | Gy | D | V | Rg | Kg | Gk | P |
| ----------- | - | -- | - | - | -- | -- | -- | - |
| Brazília    | 3 | 2  | 1 | 0 | 8  | 2  | +6 | 5 |
| Jugoszlávia | 3 | 2  | 0 | 1 | 7  | 3  | +4 | 4 |
| Svájc       | 3 | 1  | 1 | 1 | 4  | 6  | –2 | 3 |
| Mexikó      | 3 | 0  | 0 | 3 | 2  | 10 | –8 | 0 |

## Mérkőzések

### Brazília – Mexikó
| 1950. június 24. 15:00 |

| Brazília                             | 4 – 0               | Mexikó |
| ------------------------------------ | ------------------- | ------ |
| Ademir 30' 79' Jair 65' Baltazar 71' | (1 – 0) Jegyzőkönyv |        |

| Maracanã Stadion, Rio de Janeiro Nézőszám: ~81 000 Játékvezető: George Reader (angol) Asszisztensek: Mervyn Griffiths (walesi) George Mitchell (skót) |

| Brazília | Mexikó |

| K                    |  | Barbosa            |
| HV                   |  | Augusto da Costa   |
| HV                   |  | Ely do Amparo      |
| HV                   |  | Juvenal Amarijo    |
| KP                   |  | Bigode             |
| KP                   |  | Danilo Alvim       |
| CS                   |  | Ademir             |
| CS                   |  | Baltazar           |
| CS                   |  | Friaça             |
| CS                   |  | Jair da Rosa Pinto |
| CS                   |  | Maneca             |
| Szövetségi kapitány: |  |                    |
| Flávio Costa         |  |                    |

| K                    |  | Antonio Carbajal    |
| HV                   |  | Alfonso Montemayor  |
| HV                   |  | José Antonio Roca   |
| HV                   |  | Rodrigo Ruiz        |
| HV                   |  | Felipe Zetter       |
| KP                   |  | Mario Ochoa         |
| KP                   |  | Héctor Ortiz        |
| KP                   |  | Mario Pérez         |
| CS                   |  | Horacio Casarín     |
| CS                   |  | Carlos Septién      |
| CS                   |  | Guadelupe Velázquez |
| Szövetségi kapitány: |  |                     |
| Octavio Vial         |  |                     |

### Jugoszlávia – Svájc
| 1950. június 25. 18:00 |

| Jugoszlávia                              | 3 – 0               | Svájc |
| ---------------------------------------- | ------------------- | ----- |
| Tomašević 58' Tomašević 78' Ognjanov 84' | (0 – 0) Jegyzőkönyv |       |

| Estadio Sete de Setembro, Belo Horizonte Nézőszám: ~8 000 Játékvezető: Giovanni Galeati (olasz) Asszisztensek: Ivan Eklind (svéd) Generoso Dattilo (olasz) |

| Jugoszlávia | Svájc |

| K                    |  | Srđan Mrkušić     |
| HV                   |  | Ivica Horvat      |
| HV                   |  | Miodrag Jovanović |
| HV                   |  | Tihomir Ognjanov  |
| HV                   |  | Branko Stanković  |
| KP                   |  | Zlatko Čajkovski  |
| KP                   |  | Predrag Đajić     |
| CS                   |  | Stjepan Bobek     |
| CS                   |  | Rajko Mitić       |
| CS                   |  | Kosta Tomašević   |
| CS                   |  | Bernard Vukas     |
| Szövetségi kapitány: |  |                   |
| Milorad Arsenijević  |  |                   |

| K                    |  | Georges Stuber  |
| HV                   |  | Roger Bocquet   |
| HV                   |  | André Neury     |
| HV                   |  | Gerhard Lusenti |
| KP                   |  | Oliver Eggimann |
| KP                   |  | Roger Quinche   |
| CS                   |  | Charles Antenen |
| CS                   |  | René Bader      |
| CS                   |  | Alfred Bickel   |
| CS                   |  | Jacques Fatton  |
| CS                   |  | Jean Tamini     |
| Szövetségi kapitány: |  |                 |
| Franco Andreoli      |  |                 |

### Brazília – Svájc
| 1950. június 28. 15:00 |

| Brazília                | 2 – 2               | Svájc          |
| ----------------------- | ------------------- | -------------- |
| Alfredo 3' Baltazar 32' | (2 – 1) Jegyzőkönyv | Fatton 17' 88' |

| Estádio do Pacaembu, São Paulo Nézőszám: ~42 000 Játékvezető: Roma Ramon Azon (spanyol) Asszisztensek: Sergio Bustamante (chilei) Cayetano De Nicola (paraguayi) |

| Brazília | Svájc |

| K                    |  | Barbosa           |
| HV                   |  | Augusto da Costa  |
| HV                   |  | Juvenal Amarijo   |
| KP                   |  | José Carlos Bauer |
| KP                   |  | Noronha           |
| KP                   |  | Rui Campos        |
| CS                   |  | Ademir            |
| CS                   |  | Alfredo II        |
| CS                   |  | Baltazar          |
| CS                   |  | Friaça            |
| CS                   |  | Maneca            |
| Szövetségi kapitány: |  |                   |
| Flávio Costa         |  |                   |

| K                    |  | Georges Stuber         |
| HV                   |  | Roger Bocquet          |
| HV                   |  | André Neury            |
| HV                   |  | Gerhard Lusenti        |
| KP                   |  | Oliver Eggimann        |
| KP                   |  | Roger Quinche          |
| CS                   |  | René Bader             |
| CS                   |  | Alfred Bickel          |
| CS                   |  | Hans-Peter Friedländer |
| CS                   |  | Jacques Fatton         |
| CS                   |  | Jean Tamini            |
| Szövetségi kapitány: |  |                        |
| Franco Andreoli      |  |                        |

### Mexikó – Jugoszlávia
| 1950. június 28. 18:15 |

| Jugoszlávia                                  | 4 – 1               | Mexikó               |
| -------------------------------------------- | ------------------- | -------------------- |
| Bobek 19' Ž. Čajkovski 22' 62' Tomašević 81' | (2 – 0) Jegyzőkönyv | Ortíz 87' (11-esből) |

| Estádio dos Eucaliptos, Porto Alegre Nézőszám: ~11 000 Játékvezető: Reginald Leafe (angol) Asszisztensek: Mario Ruben Heyne (paraguayi) Karel van der Meer (holland) |

| Jugoszlávia | Mexikó |

| K                    |  | Srđan Mrkušić       |
| HV                   |  | Ivica Horvat        |
| HV                   |  | Miodrag Jovanović   |
| HV                   |  | Branko Stanković    |
| KP                   |  | Zlatko Čajkovski    |
| KP                   |  | Predrag Đajić       |
| CS                   |  | Stjepan Bobek       |
| CS                   |  | Željko Čajkovski    |
| CS                   |  | Prvoslav Mihajlović |
| CS                   |  | Rajko Mitić         |
| CS                   |  | Kosta Tomašević     |
| Szövetségi kapitány: |  |                     |
| Milorad Arsenijević  |  |                     |

| K                    |  | Antonio Carbajal    |
| HV                   |  | Gregorio Gómez      |
| HV                   |  | Manuel Gutiérrez    |
| HV                   |  | Rodrigo Ruiz        |
| KP                   |  | Antonio Flores      |
| KP                   |  | Mario Ochoa         |
| KP                   |  | Héctor Ortiz        |
| KP                   |  | Mario Pérez         |
| CS                   |  | Horacio Casarín     |
| CS                   |  | José Naranjo        |
| CS                   |  | Guadelupe Velázquez |
| Szövetségi kapitány: |  |                     |
| Octavio Vial         |  |                     |

### Brazília – Jugoszlávia
| 1950. július 1. 15:00 |

| Brazília              | 2 – 0               | Jugoszlávia |
| --------------------- | ------------------- | ----------- |
| Ademir 3' Zizinho 69' | (1 – 0) Jegyzőkönyv |             |

| Maracanã Stadion, Rio de Janeiro Nézőszám: ~142 000 Játékvezető: Mervyn Griffiths (walesi) Asszisztensek: Alois Beranek (osztrák) José Vieira da Costa (portugál) |

| Brazília | Jugoszlávia |

| K                    |  | Barbosa            |
| HV                   |  | Augusto da Costa   |
| HV                   |  | Juvenal Amarijo    |
| KP                   |  | José Carlos Bauer  |
| KP                   |  | Bigode             |
| KP                   |  | Danilo Alvim       |
| CS                   |  | Ademir             |
| CS                   |  | Chico              |
| CS                   |  | Jair da Rosa Pinto |
| CS                   |  | Maneca             |
| CS                   |  | Zizinho            |
| Szövetségi kapitány: |  |                    |
| Flávio Costa         |  |                    |

| K                    |  | Srđan Mrkušić     |
| HV                   |  | Ivica Horvat      |
| HV                   |  | Miodrag Jovanović |
| HV                   |  | Branko Stanković  |
| KP                   |  | Zlatko Čajkovski  |
| KP                   |  | Predrag Đajić     |
| CS                   |  | Stjepan Bobek     |
| CS                   |  | Željko Čajkovski  |
| CS                   |  | Rajko Mitić       |
| CS                   |  | Kosta Tomašević   |
| CS                   |  | Bernard Vukas     |
| Szövetségi kapitány: |  |                   |
| Milorad Arsenijević  |  |                   |

### Mexikó – Svájc
| 1950. július 2. 15:40 |

| Svájc                | 2 – 1               | Mexikó      |
| -------------------- | ------------------- | ----------- |
| Bader 10' Tamini 37' | (2 – 0) Jegyzőkönyv | Casarín 75' |

| Estádio dos Eucaliptos, Porto Alegre Nézőszám: ~3 500 Játékvezető: Ivan Eklind (svéd) Asszisztensek: Gunnar Dahlner (svéd) Sergio Bustamante (chilei) |

| Svájc | Mexikó |

| K                    |  | Adolphe Hug            |
| HV                   |  | Roger Bocquet          |
| HV                   |  | André Neury            |
| HV                   |  | Gerhard Lusenti        |
| KP                   |  | Oliver Eggimann        |
| KP                   |  | Roger Quinche          |
| CS                   |  | Charles Antenen        |
| CS                   |  | René Bader             |
| CS                   |  | Jacques Fatton         |
| CS                   |  | Hans-Peter Friedländer |
| CS                   |  | Jean Tamini            |
| Szövetségi kapitány: |  |                        |
| Franco Andreoli      |  |                        |

| K                    |  | Antonio Carbajal    |
| HV                   |  | Gregorio Gómez      |
| HV                   |  | Manuel Gutiérrez    |
| HV                   |  | José Antonio Roca   |
| KP                   |  | Antonio Flores      |
| KP                   |  | Mario Ochoa         |
| KP                   |  | Héctor Ortiz        |
| KP                   |  | José Luis Borbolla  |
| CS                   |  | Horacio Casarín     |
| CS                   |  | José Naranjo        |
| CS                   |  | Guadelupe Velázquez |
| Szövetségi kapitány: |  |                     |
| Octavio Vial         |  |                     |